# Бетон (историк)
Бетон (др.-греч. Βαίτων) — участник Восточного похода Александра Македонского, бематист, автор книги «Стоянки пути Александрова» (др.-греч. Σταθμοί τής Άλεξάνδρου πορείας) или «Список азиатских дорожных станций».
Сам труд Бетона до сегодняшнего времени не дошёл, сохранились лишь несколько фрагментов. Как отмечал В. Хеккель, историкам ничего не известно о жизни Бетона, кроме того, что он участвовал в Восточном походе Александра и написал книгу, которую использовали при написании своих сочинений Мегасфен, Страбон и другие античные авторы.
Предположительно, вклад Бетона в представления античных греков о географии восточных земель заключался в подсчёте количества шагов от одного населённого пункта к другому.